# Île Sainte-Marie
För andra betydelser, se Île Sainte-Marie (olika betydelser).

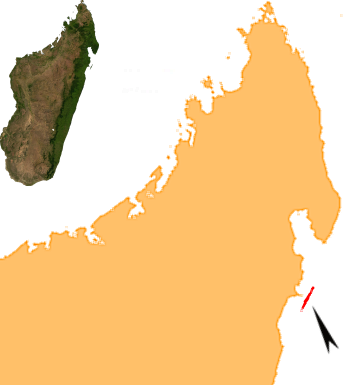
Ön markerad på en karta över norra Madagaskar.

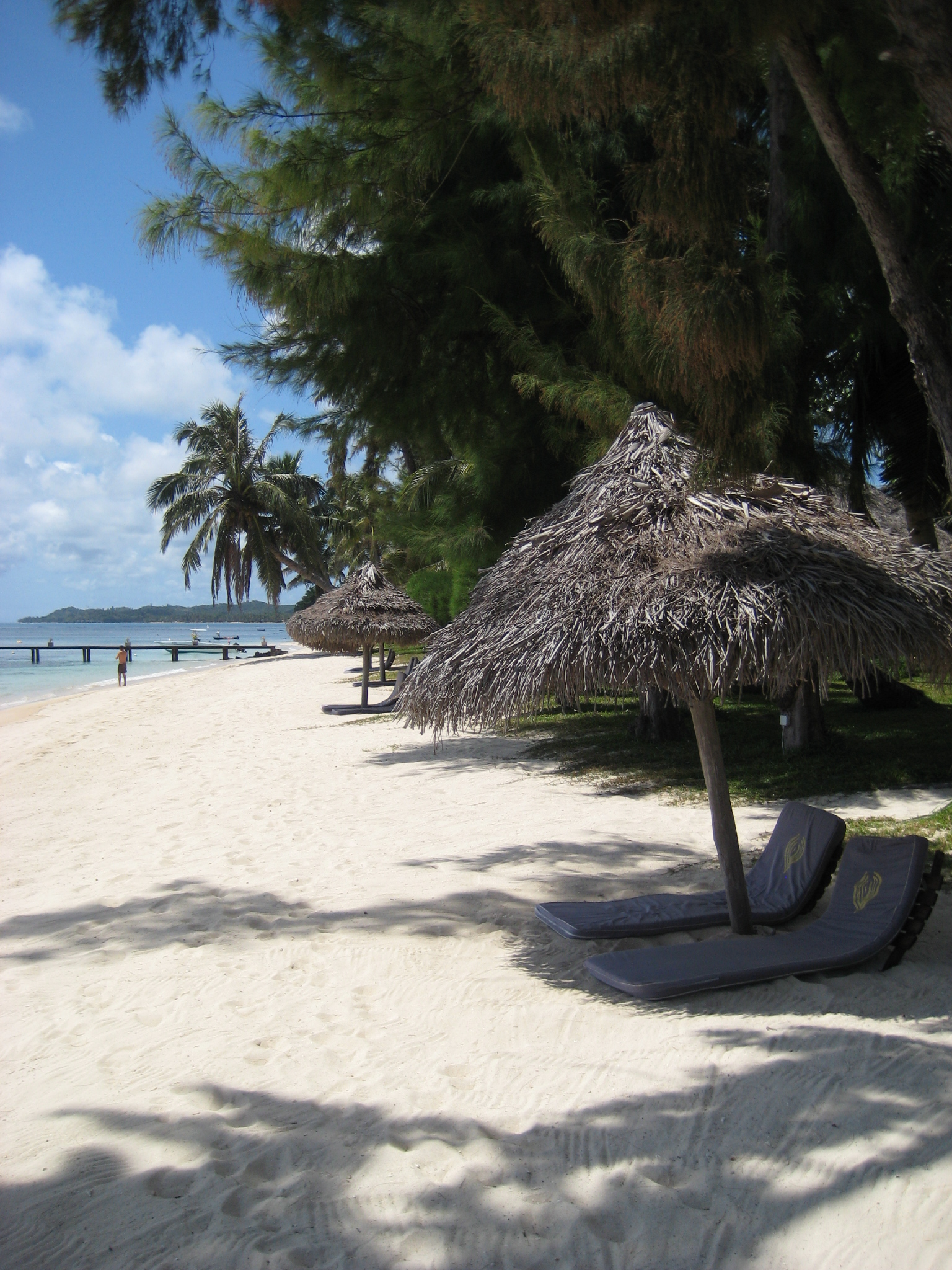
Strand på ön.

Île Sainte-Marie (malagassiska: Nosy Boraha [ˈnuʃ buˈrahə̥]) är en ö strax utanför Madagaskars östkust. Största staden heter Ambodifotatra. Ön utgör ett administrativt distrikt i Analanjiroforegionen och har en yta på 222 km². 2013 hade den en beräknad befolkning som uppgick till 26 547.
Île Sainte-Marie blev ett tillhåll för pirater i början på 1600-talet. Flera legendariska pirater har hållit till här, exempelvis William Kidd, Robert Culliford, Olivier Levasseur, Henry Every, Abraham Samuel och Thomas Tew. Flera fartygsvrak från pirattiden ligger fortfarande kvar i hamnen i Ambodifotatra.

## Bildgalleri

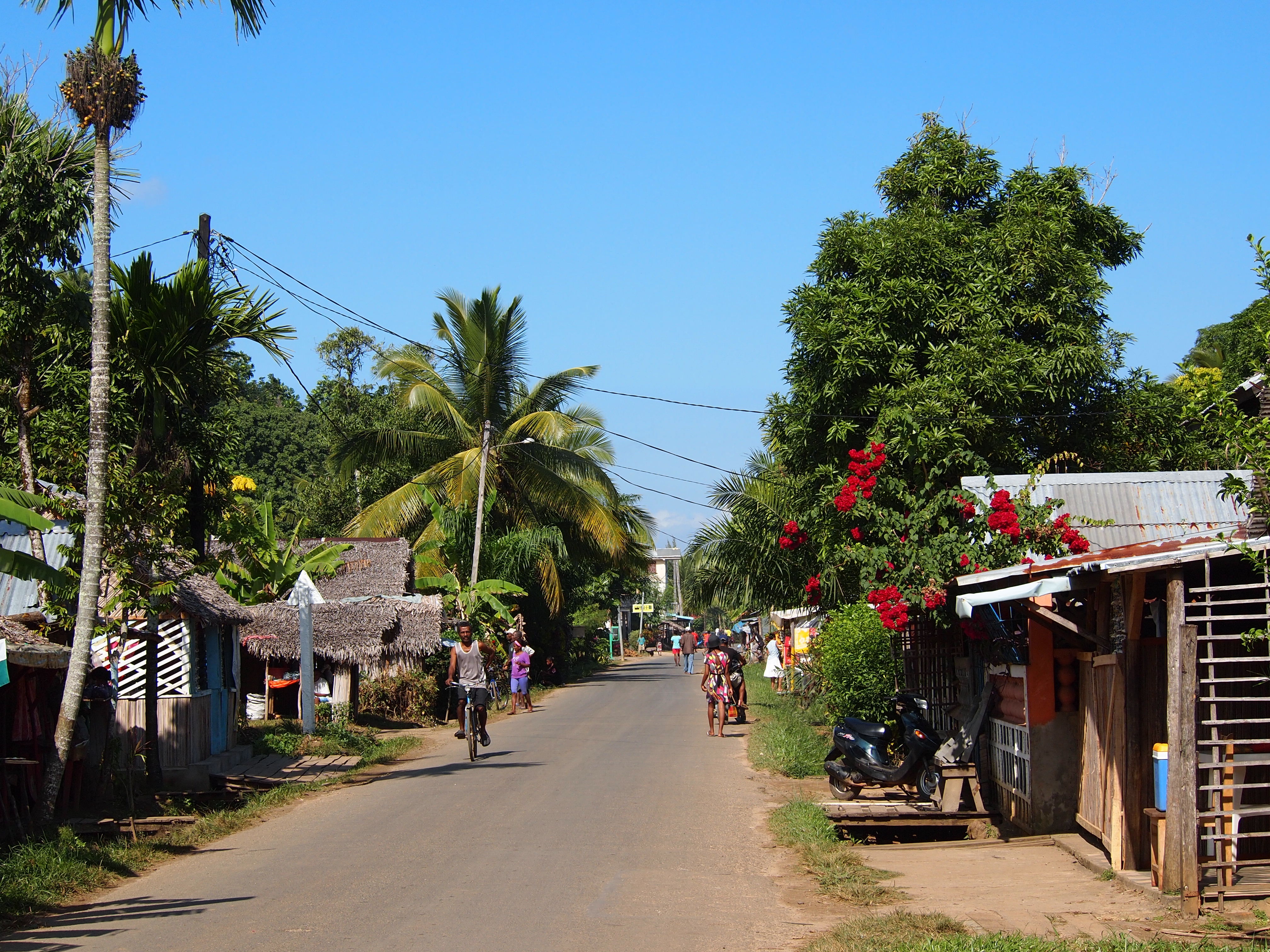
Öns beklädda vägar går längs öns västra kust.
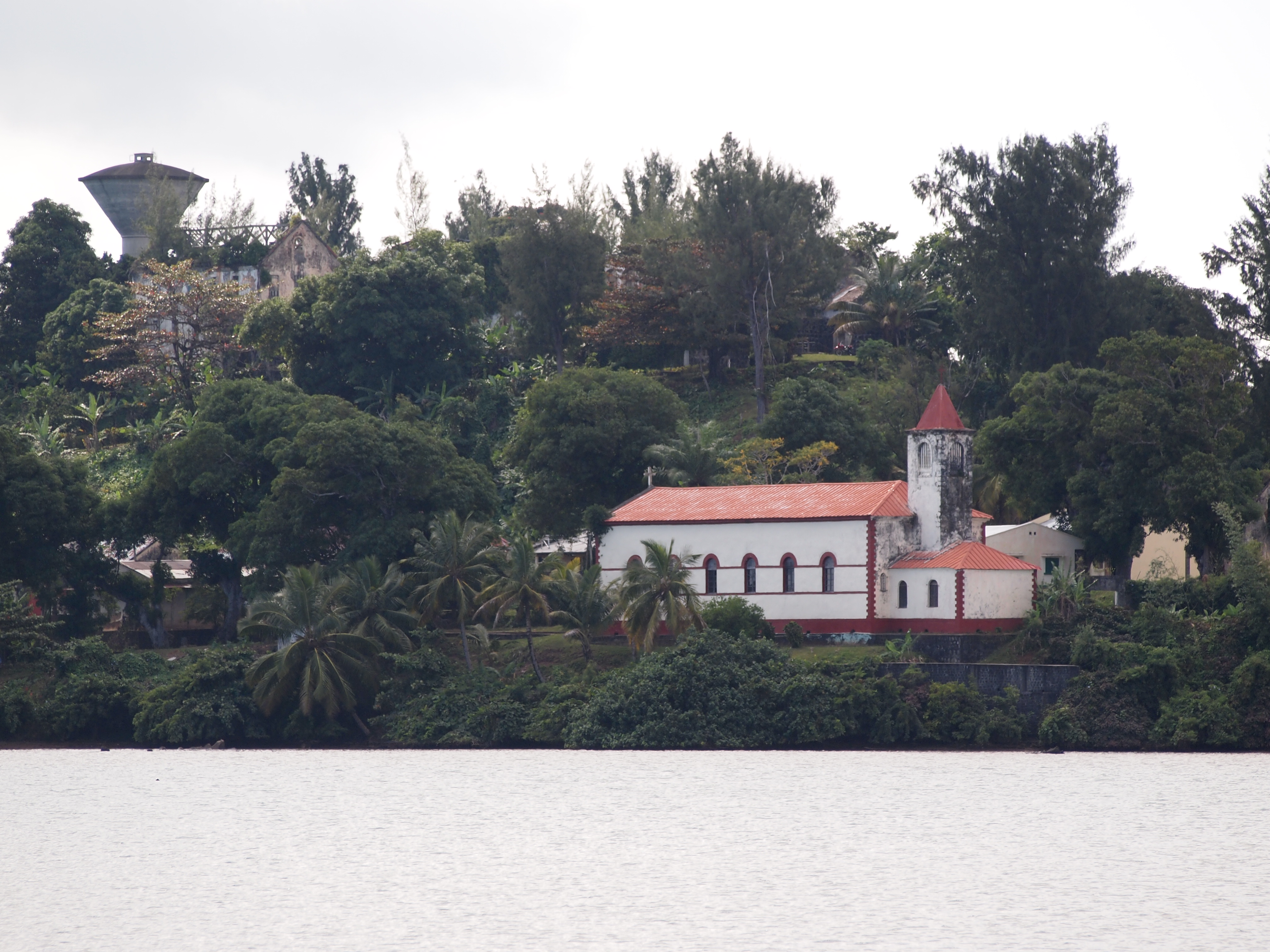
Madagaskars första kyrka blev byggt här av fransmännen.
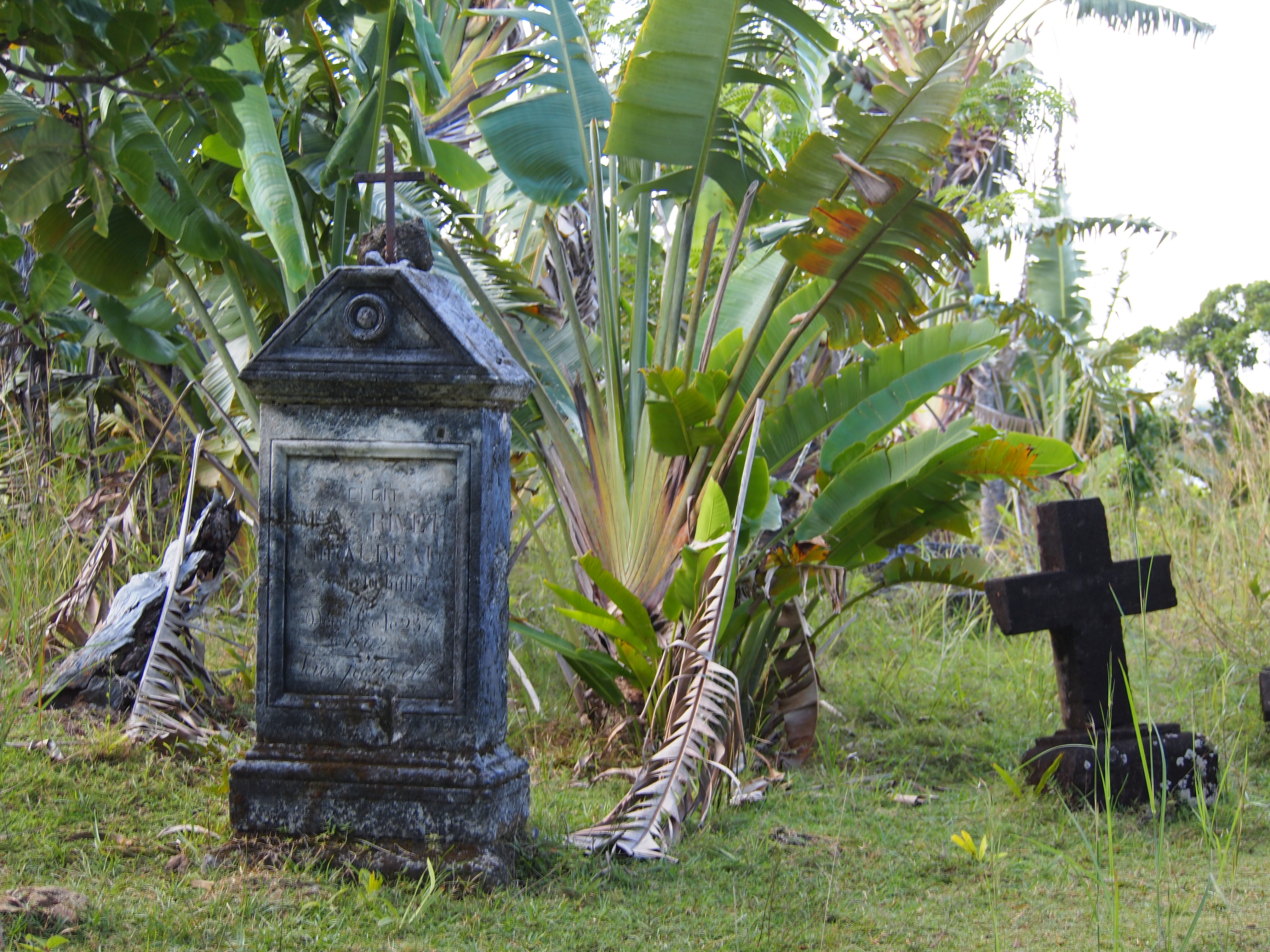
Piratkyrkogården är en populär turistdestination.
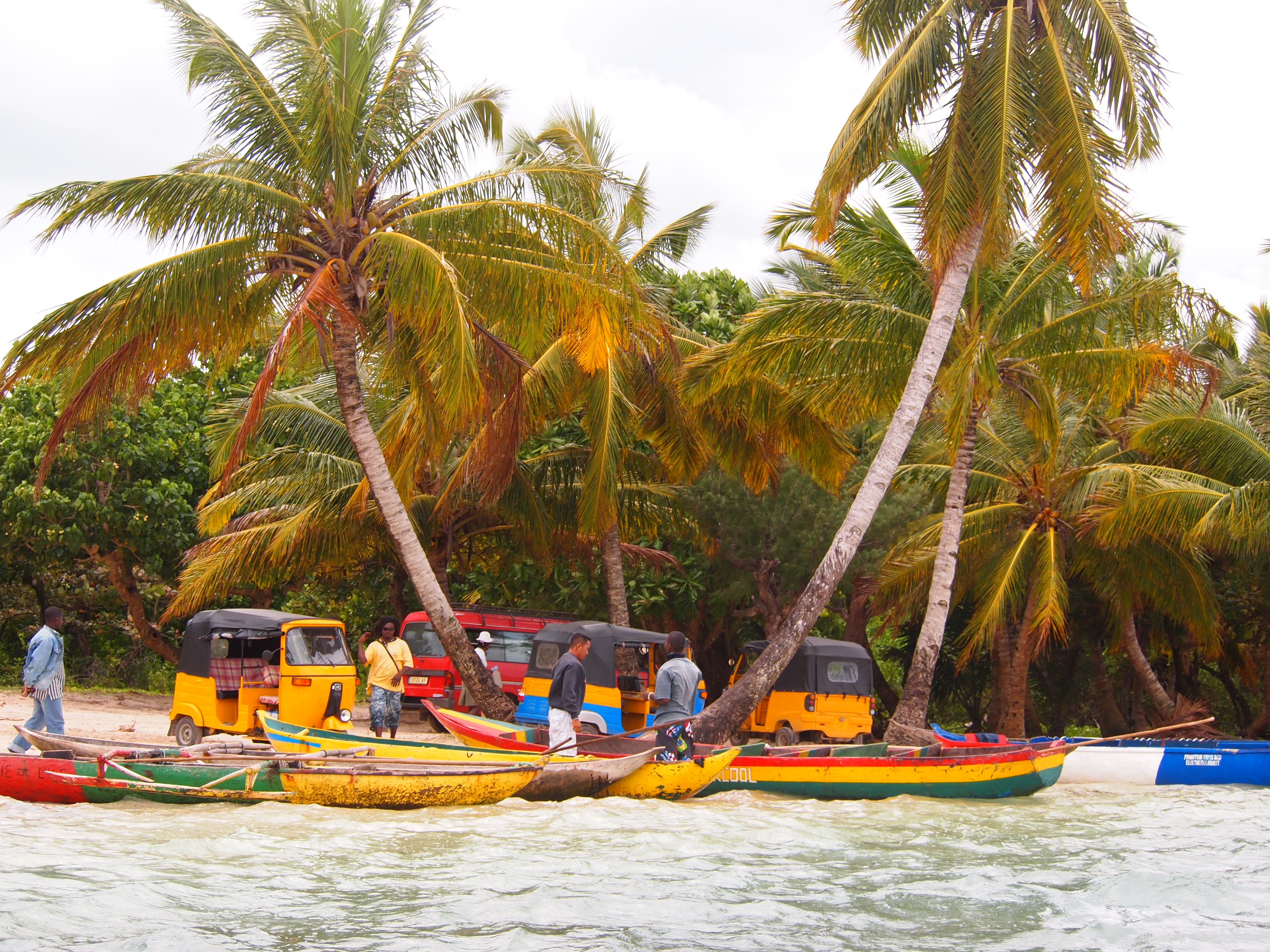
Kanoter som transporterar passeagerare mellan Île Sainte-Marie och Ile aux Nattes.
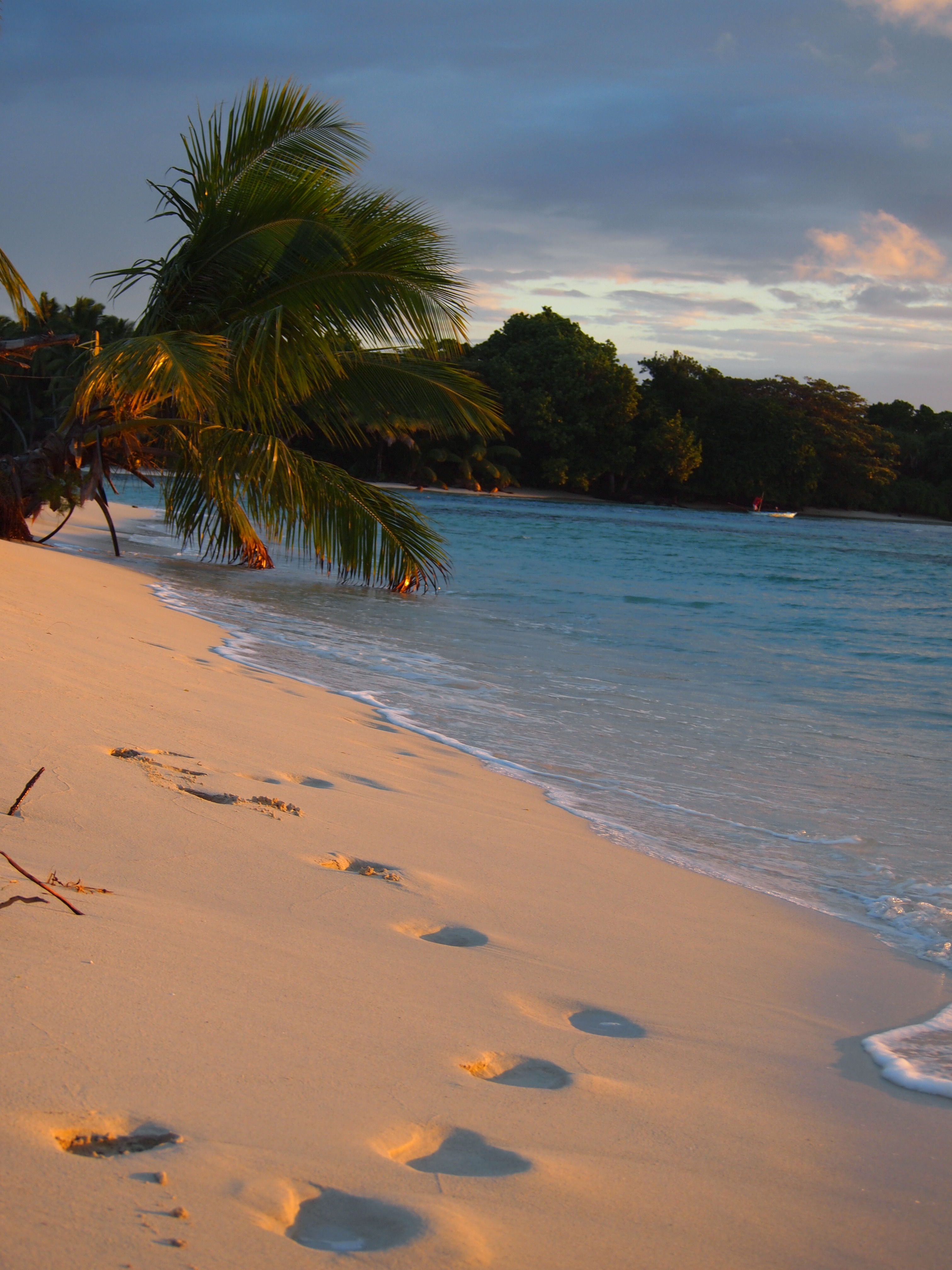
Vy mot Ile aux Nattes från stranden på Île Sainte-Marie.
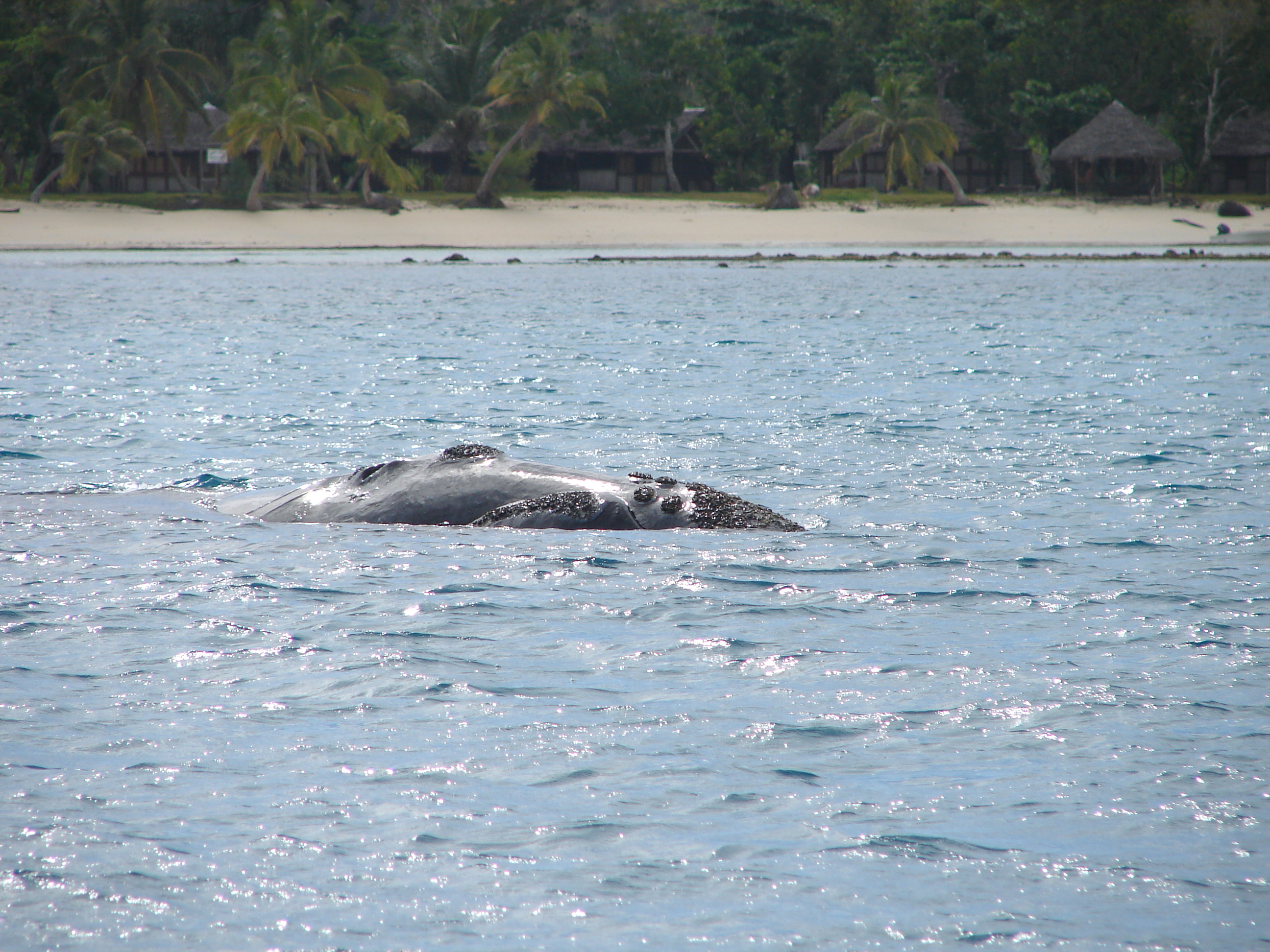
En sällsynt sydkapare vid Île Sainte-Marie.
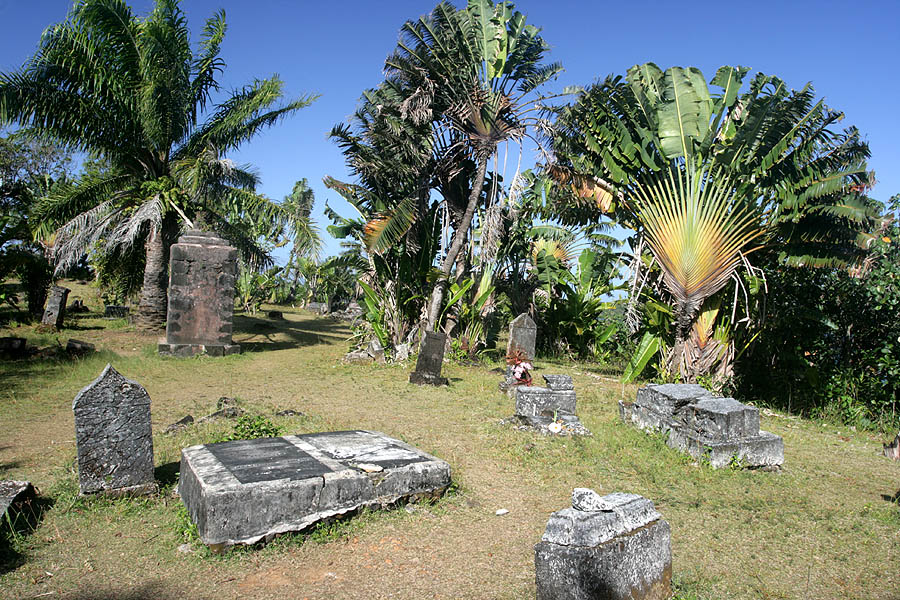
Kyrkogård för avlidna pirater på Île Sainte-Marie (St. Marias ö).
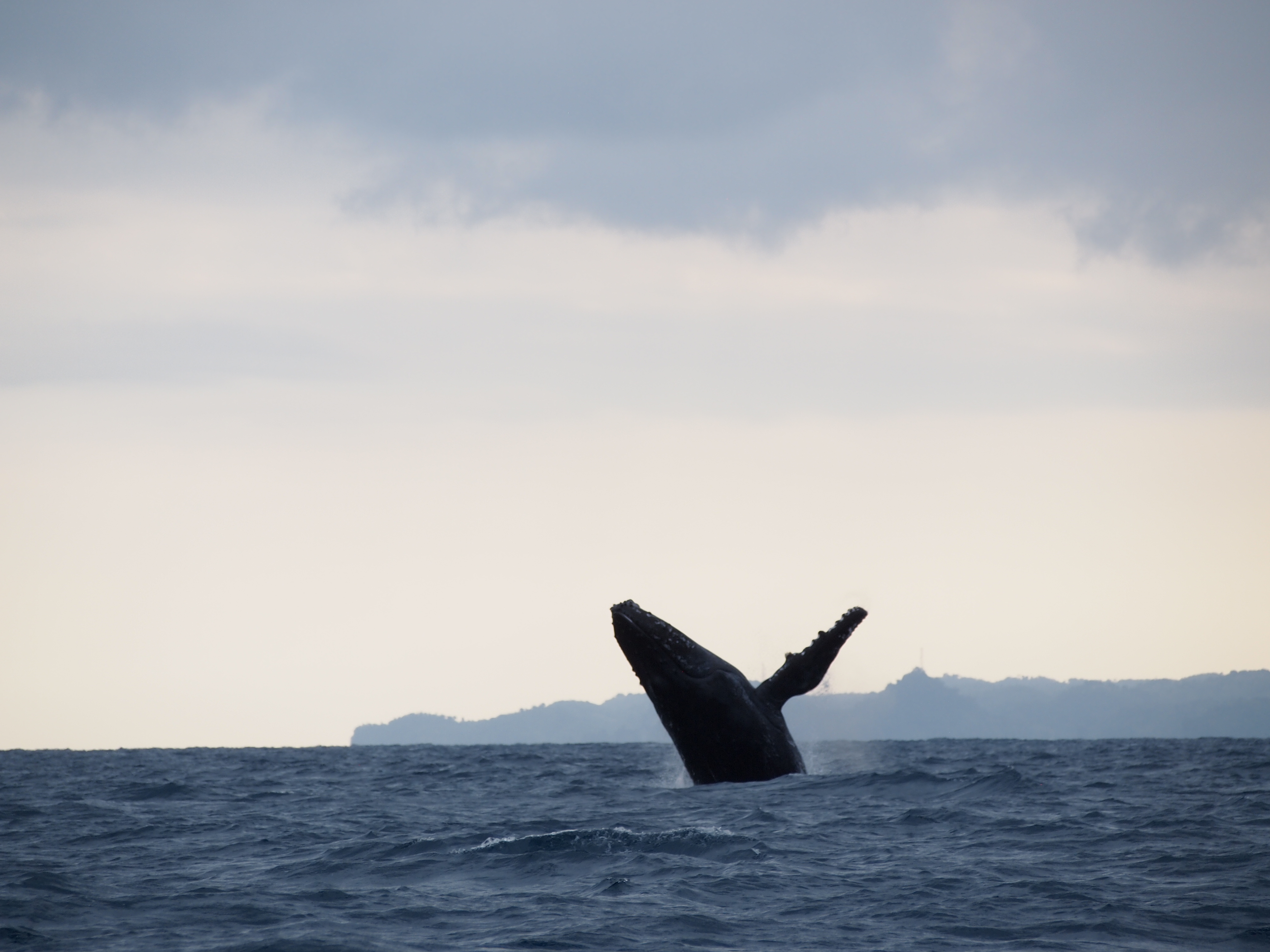
Knölval nära Île Sainte-Marie i juli 2013.